# Error circular probable

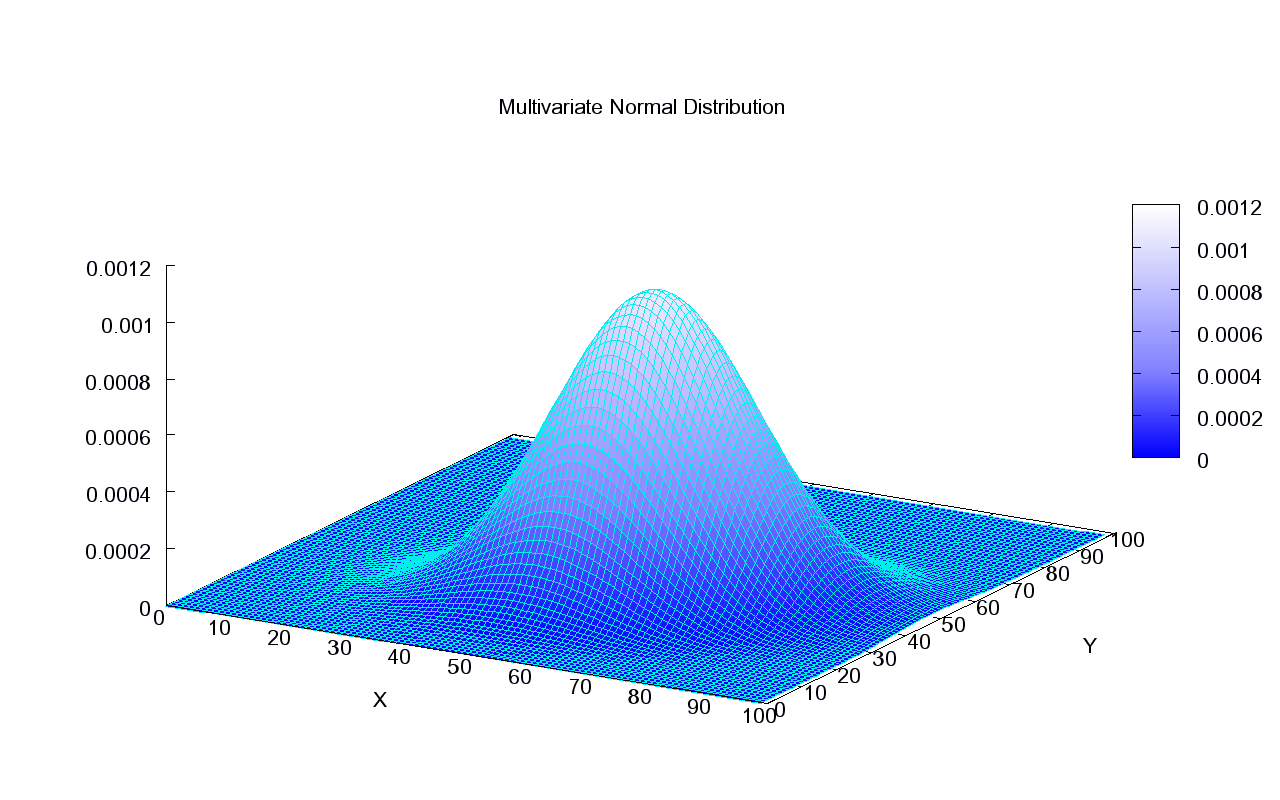
Model tridimensional

L'error circular probable és una mesura estadística de la precisió d'un sistema. En balística es fa servir per determinar la precisió d'un sistema d'artilleria amb munició no guiada o sistemes de navegació. Sovint es fa servir l'acrònim anglès CEP.

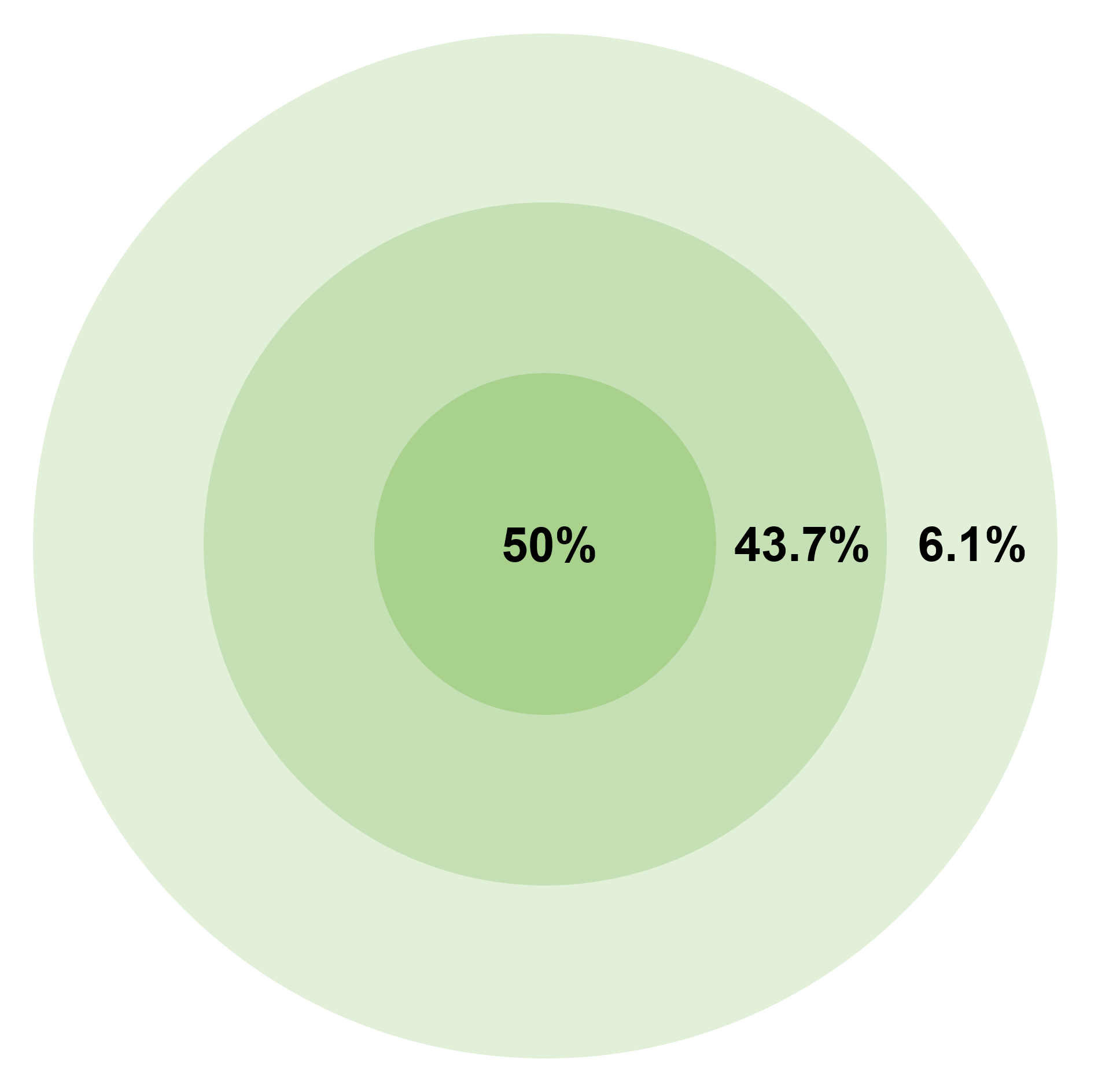
Error circular probable, l'ECP és el radi del cercle verd fosc, 0,2% cauen fora del cercle exterior

Es defineix com el radi d'un cercle, amb el blanc com a centre. És a dir, si un una mena de munició té un CEP de 100 m, això vol dir quan s'apunten 100 projectils a un mateix blanc, 50 cauran dins d'un cercle amb un radi de 100 m al voltant del punt d'impacte i 93,7% dins d'un cercle amb el doble del radi en una distribució normal tridimensional. La distància entre el punt objectiu i el punt d'impacte mitjà s'anomena biaix.